# 别想打扰我学习
《别想打扰我学习》是改编自月流光同名小说的中国大陆青春校园励志剧。由芒果超媒、芒果娱乐、芒果TV联合出品，导演陈飞宏执导，并且由赖冠霖、李兰迪领衔主演。该剧于2020年6月22日成都开机。于2021年3月10日年登录芒果TV和湖南卫视青春进行时。

## 播放平台
| 頻道     | 所在地 | 日期          | 時間   | 備註       |
| 湖南卫视 | 中国   | 2021年3月10日 | 22：00 | 青春进行时 |
| 芒果TV   | 中国   | 2021年3月10日 | 24：00 |            |

## 演員表

### 主要角色
| 演員   | 角色   | 简介 | 配音   |
| 赖冠霖 | 林骁然 | 湘礼中学体育生→飞行员 高三七班副班长兼体育委员，篮球校队队长 痞帅校霸，为人仗义、善良、十项全能，讨厌唯成绩论，有一颗自由浪漫的心 与南向晚是欢喜冤家，相爱七年后共结连理 陈诗韵青梅竹马，后成为异父异母的兄妹                 | 苏尚卿 |
| 李兰迪 | 南向晚 | 湘礼中学学生→刷宝短视频总监 高三七班学习委员 为于美丽自写小说《别想打扰我学习》原型人物，以她为主视角讲述那年他们湘礼中学高三生活 在于美丽笔下，是一个学历歧视症患者、不近人情的职场女魔头 与林骁然是欢喜冤家，相爱七年后共结连理 | 帅南   |

### 其他角色
| 演員   | 角色   | 简介 | 配音     |
| 王润泽 | 刘羽白 | 湘礼中学学生→室外设计师 高三二班，校草，三届全市三好学生 原被父亲逼迫往金融专业发展,后父亲支持其志向--往建筑设计发展 默默喜欢且帮助南向晚並已向陈诗韵求婚                   | 孙郎朗   |
| 陈姝君 | 陈诗韵 | 湘礼中学学生→室内设计师 高三二班学习委员，校花 后期因为成绩退步而调往高三七班,文弱且傲娇、身材纤瘦干净漂亮 林骁然青梅竹马，后成为异父异母的兄妹 刘羽白未婚妻                | 刘妤姻子 |
| 赵珞然 | 姜达令 | 湘礼中学学生→明星 高三七班文艺委员，热爱音乐与乐队 曾建飞之女友 | 魏茹晨   |
| 张琛   | 张超   | 湘礼中学学生→篮球巨星 高三七班，篮球校队队员之一 林骁然死党兼好兄弟 于美丽之丈夫                                                                                              | 王保顺   |
| 吴恙   | 张主任 | 湘礼中学教务处主任 |          |
| 梁大维 | 汪祺北 | 湘礼中学高三七班班主任 |          |
| 刘潮   | 廖世昌 | 湘礼中学高三二班班主任 |          |
| 白妤霏 | 美丽   | 湘礼中学学生→小说作家 高三七班女班长，文艺气质、亲和力十足 南向晚死党兼好姐妹 自写小说《别想打扰我学习》，以南向晚为原型人物与主视角，讲述那年他们湘礼中学高三生活 张超之妻 |          |
| 王馨伟 | 李帅   | 湘礼中学学生→老师 高三七班物理课代表 |          |
| 陈雨儿 | 刘娇娇 | 湘礼中学学生→造型师 高三七班卫生委员 喜爱打扮 | 李雪娇   |
| 赵轩   | 曾建飞 | 湘礼中学学生→明星助理 高三七班，热爱画画 林骁然死党兼好兄弟,姜達令之男朋友兼助理                                                                                            | 周晓栋   |
| 张子健 | 朱聪   | 湘礼中学学生→设计师 高三二班，成绩全市第一，喜欢自称天才 人生唯二称赞的人是刘羽白和南向晚 刘羽白之好友                                                                      | 史泽鲲   |
| 张钿悦 | 王凤   | 湘礼中学学生→慈善家 高三二班，与南向晚是儿时玩伴 |          |
| 曾秋生 | 胡校长 | 湘礼中学校长 |          |
| 杨猛   | 李老师 | 湘礼中学前高三七班班主任 | 栾立胜   |
| 王建新 | 刘父   | 羽润集团董事长 刘羽白之父 | 汤水雨   |
| 张恒   | 项总   | 刷宝短视频总经理 南向晚顶头上司 |          |
| 陈丽娜 | 关秀梅 | 南枝洗衣店老板娘 南向晚之母 |          |
| 梁愛琪 | 林母   | 林骁然之母 |          |
| 张岩   | 陈父   | 陈诗韵之父 |          |

## 电视剧歌曲
| 曲序 | 曲目                 | 演唱   |
| ---- | -------------------- | ------ |
| 1.   | 沖吧少年（片头曲）   | 賴冠霖 |
| 2.   | 女孩（片尾曲）       | 李依玲 |
| 3.   | 湘礼湘礼（插曲）     | 王韵韵 |
| 4.   | 我们（插曲）         | 王韵韵 |
| 5.   | 无解（插曲）         | 魏巡   |
| 6.   | 是心动怎么办（插曲） | 郑人予 |